# Hinkelenoord
Hinkelenoord was een dorp en ambacht op het Nederlandse schiereiland Zuid-Beveland, provincie Zeeland. Het dorp lag ten noorden van de Hogerwaardpolder en ten zuidoosten van de Kreekraksluizen. In de 16e eeuw is het dorp door stormvloeden ten onder gegaan.
In de 17e eeuw is een nieuwe polder aangelegd die werd vernoemd naar het verdwenen dorp: de Oud-Hinkelenoordpolder.

## Geschiedenis
Hinkelenoord is gesticht op de oostrand van het toenmalige eiland Zuid-Beveland. De oudste vermelding van de parochie dateert uit 1248. De parochie behoorde toen toe aan het Utrechtse kapittel van Oudmunster.
In 1371 sloot het kapittel een overeenkomst met de ambachtsheer over het patronaatsrecht van de kerk.

### Bedevaartsplaats
Hinkelenoord was in de middeleeuwen vermoedelijk een bedevaartsplaats. Een bedevaart naar de kerk van Hinkelenoord werd namelijk enkele malen als straf opgelegd: zo werd in juli 1483 in Goes een verdachte veroordeeld tot een verplichte bedevaart naar Hinkelenoord omdat hij brand had gesticht in een zoutkeet. Ook in Gent is tussen 1350-1360 een bedevaart naar Hinkelenoord als straf opgelegd.
In de kerk bevond zich het Heilig Kruis: mogelijk was dit een relikwie van het kruis van Christus of anders een kruisbeeld dat wonderen verrichtte. Als bedevaartsplaats had Hinkelenoord waarschijnlijk een vooral lokaal karakter.
Uit 1500 is nog een melding bekend van Jacomine, echtgenote van timmerman Pieter Gieliss, die per testament de helft van haar gordel aan het kruis van Hinkelenoord naliet.

### Overstromingen
In de jaren 1479-1480 had Hinkelenoord al last van overstromingen. In 1530 werd Zuid-Beveland geraakt door Sint-Felixvloed. Twee jaar later zorgde de Allerheiligenvloed ervoor dat het eiland opnieuw onder water kwam te staan. Hinkelenoord, Agger en Oud-Bath bleven ternauwernood behouden en het gebied werd in 1533 herdijkt, maar de Pontiaansvloed van 1552 verwoestte alsnog de drie dorpen.

### Nieuwe polders

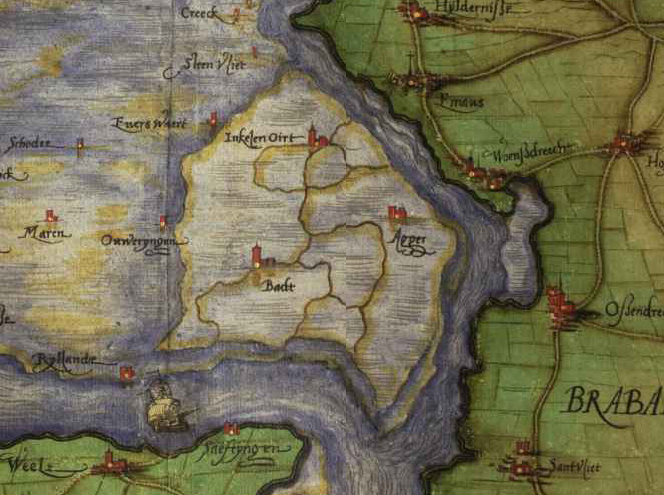
Hinkelenoord, Agger en Oud-Bath op een kaart uit 1573

Tegen de Brabantse wal ontstond na de overstromingen opwas en het slik van Hinkelenoord vergroeide met de aanwassen van Woensdrecht. De Agger slibde hierdoor langzaam dicht, waardoor deze historische grens tussen Zeeland en Brabant langzaam verdween.
In 1685 werd ten westen van Woensdrecht de Oud-Hinkelenoordpolder bedijkt. Naast vier hofsteden werd er ook een ambachtshuis gebouwd ten behoeve van de ambachtsheer. In 1795 zouden er 35 personen in de polder wonen. In 1801 werd de polder uitgebreid met de aanleg van de polder Nieuw-Hinkelenoord.
Omdat de polder aan de westzijde lag van de oude (verlande) loop van de Schelde, viel de polder officieel onder Zeeland. Tussen de polder en het eiland Zuid-Beveland was echter een waterstroom ontstaan waardoor de Hinkelenoordpolder praktisch gezien in Brabant lag. In 1814 werd dan ook besloten om de polder bij Brabant te voegen.